# Antoine Viquerat
Antoine Viquerat, né le 5 octobre 1998 à Boulogne-Billancourt, est un nageur français.

## Carrière
Il est sacré champion de France du 200 mètres brasse en petit bassin en 2019 à Angers puis du 100 mètres brasse en 2020 à Saint-Raphaël.
Il est champion de France du 50 et du 200 mètres brasse aux Championnats de France de natation 2021 à Chartres et champion de France du 100 mètres brasse aux Championnats de France d'hiver de natation 2021 à Montpellier.

## Palmarès

### Championnats d'Europe
| Édition   |                           |                                 |                  | Épreuve                | Épreuve |
| Édition   | 50 brasse                 | 100 brasse                      | 200 brasse       | 4 x 100 m quatre nages |         |
| Rome 2022 | 16e (demi-finale) 27 s 98 | 10e (demi-finale) 1 min 00 s 61 | 7e 2 min 11 s 14 | Argent 3 min 32 s 50   |         |

### Championnats de France
| Édition            | Épreuve        | Épreuve              | Épreuve              | Épreuve | Épreuve |
| Édition            | 50 m brasse    | 100 m brasse         | 200 m brasse         |         |         |
| Saint-Raphaël 2018 | -              | Bronze 1 min 02 s 08 | Bronze 2 min 14 s 03 |         |         |
| Rennes 2019        | -              | Argent 1 min 01 s 38 | Argent 2 min 12 s 52 |         |         |
| Saint-Raphaël 2020 | Bronze 28 s 22 | Or 1 min 00 s 99     | Argent 2 min 11 s 82 |         |         |
| Chartres 2021      | Or 27 s 77     | Argent 1 min 00 s 49 | Or 2 min 10 s 21     |         |         |
| Limoges 2022       | Or 27 s 92     | Argent 1 min 00 s 88 | Or 2 min 10 s 75     |         |         |
| Rennes 2023        | -              | Argent 1 min 00 s 85 | -                    |         |         |
| Chartres 2024      | -              | Or 1 min 00 s 07     | Argent 2 min 09 s 95 |         |         |

| Édition     | Épreuve        | Épreuve        | Épreuve          | Épreuve | Épreuve | Épreuve | Épreuve | Épreuve |
| Édition     | 50 m brasse    | 100 m brasse   | 200 m brasse     |         |         |         |         |         |
| Angers 2019 | Argent 26 s 89 | Argent 58 s 34 | Or 2 min 06 s 33 |         |         |         |         |         |